# Nicole Enabosi
Nicole Enabosi, née le 26 mars 1997 à Gaithersburg au Maryland, est une joueuse américano-nigériane de basket-ball. Joueuse de la sélection nigériane depuis 2021, elle remporte le Championnat d'Afrique féminin de basket-ball la même année.

## Carrière
Adolescente, elle joue au Our Lady of Good Counsel High School (en) du comté de Montgomery au Maryland, puis rejoint les Fightin' Blue Hens du Delaware sur le circuit universitaire NCAA. En 2015–2016, ses statistiques sont de 8,9 points et 7,1 rebonds pour son année de freshman, puis de 13,7 points et 10,0 rebonds en sophomore et 18,0 points et 11,8 rebonds en junior. Elle est élue meilleure joueuse de la Colonial Athletic Association,. Elle manque la saison 2018-2019 en raison d'une blessure au genou contractée lors d'une séance d'entraînement avec l'équipe du Nigeria,. Deux fois meilleure joueuse de la semaine de la CCA, ses statistiques en senior sont de 17,1 points et 8,4 rebonds,,.
Non draftée en 2020, elle rejoint l'équipe slovaque du MBK Ružomberok pour des statistiques de 16 points, 7.5 rebonds et 1,6 passe décisive pour sa première saison. L'année suivante, elle rejoint l’équipe allemande de Herner avec qui elle a remporté la coupe d’Allemagne pour des statistiques en championnat à 13 points et 7 rebonds puis, pour l'année 2022-2023 rejoint l'équipe française de C' Chartres BF.

## Palmarès
- Médaille d'or au Championnat d'Afrique féminin de basket-ball 2021
- Médaille d'or au Championnat d'Afrique féminin de basket-ball 2023
- Vainqueur de la Coupe d'Allemagne 2022

## Distinction personnelle
- CAA Player of the year (2017-18)
- First Pick All Star Ligue Féminine de Basket 2 2023-2024
- First Pick Second Team Ligue Féminine de Basket 2 2023-2024